# 4256 Kagamigawa
4256 Kagamigawa eller 1986 TX är en asteroid i huvudbältet som upptäcktes den 3 oktober 1986 av den japanska astronomen Tsutomu Seki vid Geisei-observatoriet. Den är uppkallad efter Kagamifloden i Japan.
Asteroiden har en diameter på ungefär 7 kilometer.